# De noodcentrale
De noodcentrale is een Vlaamse docusoap over het werk van de Belgische noodcentrales van de hulpdiensten: de Hulpcentra 100/112 van de brandweer en de medische hulpdiensten en de Communicatie- en Informatiecentra van de politie. De reeks werd voorgesteld op 11 februari 2016 (11/2), de Europese dag van het noodnummer 112. De reeks wordt gemaakt door productiehuis De chinezen. De opnames voor het eerste seizoen vonden plaats in het Antwerpse Hulpcentrum 100/112 en Communicatie- en Informatiecentrum en toonden een elftal operatoren. Alle opnames werden bewerkt en soms opnieuw ingesproken om persoonlijke informatie waarmee een oproeper herkend zou kunnen worden te weren. De afleveringen werden op voorhand bekeken en goedgekeurd door de Federale Overheidsdiensten Binnenlandse Zaken en Volksgezondheid, de federale politie en het Antwerpse parket. De afleveringen toonden ernstige, maar ook nodeloze of valse oproepen.
Het eerste seizoen van de reeks werd gedurende maart en april 2016 telkens op dinsdagavond uitgezonden op televisiezender Eén en bestond uit zeven afleveringen. De opnames voor het tweede seizoen vonden plaats tijdens de zomer van 2016. Het tweede seizoen bestond uit vijf afleveringen en werd uitgezonden gedurende maart en april 2017. Daarin kwamen naast de Antwerpse noodcentrales ook die uit Brugge en Luik aan bod. In het derde seizoen, reeds in 2017 opgenomen maar pas in april 2019 op Eén uitgezonden, kwamen de noodcentrales van Gent, Brussel en Hasselt aan bod. Het derde seizoen bestond uit acht afleveringen en het vierde seizoen uit tien afleveringen.

## Afleveringen

### Seizoen 1
| Afl. | Uitzenddatum  | Kijkcijfers |
| ---- | ------------- | ----------- |
| 1    | 1 maart 2016  | 929.557     |
| 2    | 8 maart 2016  | 764.842     |
| 3    | 15 maart 2016 | 922.422     |
| 4    | 5 april 2016  | 790.668     |
| 5    | 12 april 2016 | 790.655     |
| 6    | 19 april 2016 | 841.373     |
| 7    | 25 april 2016 | 816.792     |

### Seizoen 2
| Afl. | Uitzenddatum  | Kijkcijfers |
| ---- | ------------- | ----------- |
| 1    | 6 maart 2017  | 928.088     |
| 2    | 13 maart 2017 | 799.226     |
| 3    | 20 maart 2017 | 893.762     |
| 4    | 27 maart 2017 | 716.957     |
| 5    | 3 april 2017  | 731.997     |
| 6    | 10 april 2017 | 890.360     |
| 7    | 17 april 2017 | 998.708     |
| 8    | 24 april 2017 | 965.755     |

### Seizoen 3
| Afl. | Uitzenddatum  | Kijkcijfers |
| ---- | ------------- | ----------- |
| 1    | 15 april 2019 | 825.397     |
| 2    | 22 april 2019 | 808.462     |
| 3    | 29 april 2019 | 829.112     |
| 4    | 6 mei 2019    | 823.863     |
| 5    | 13 mei 2019   | 923.935     |
| 6    | 20 mei 2019   | 890.502     |
| 7    | 27 mei 2019   | 845.079     |
| 8    | 3 juni 2019   | 837.443     |

## Kijkcijfers
Het programma had groot succes en werd door ongeveer een miljoen mensen bekeken in Vlaanderen. Zo haalde het tweede seizoen gemiddeld 1.062.418 kijkers en de twee seizoenen samen gemiddeld 969.747 kijkers.

## Spin-offs
In eigen land produceerde De chinezen een remake van de reeks onder de naam Appel d'urgence voor de Franstalige zender RTL TVI. Deze remake bestond uit vijf afleveringen en werd van februari tot april 2017 uitgezonden. In deze remake kwamen de noodcentrales van Luik aan bod, waarbij dezelfde personages terugkeerden als in het tweede seizoen van De noodcentrale. Appel d'urgence werd ook van september tot november 2017 uitgezonden in Vlaanderen op Eén. In het voorjaar van 2018 werd een tweede seizoen van Appel d'urgence uitgezonden op RTL TVI. Een derde seizoen, met aandacht voor de 112-centrales van Namen en Luik, werd uitgezonden in het voorjaar van 2019.
Vanwege het succes is het format van De chinezen tevens verkocht aan een aantal buitenlandse producties. Zo komt er een versie van het programma in Frankrijk (Allo les secours vanaf 17 januari 2018 op de zender C8), Duitsland (Die Notrufzentrale vanaf 30 januari 2018 op de zender VOX), Nederland (De noodcentrale vanaf 1 februari te op de zender NPO 1), Italië (op de zender Rai 2) en Australië (Emergency Call op de zender Channel Seven).